# Siphluriscus chinensis
Siphluriscus chinensis is een haft uit de familie Siphluriscidae. De wetenschappelijke naam van de soort is voor het eerst geldig gepubliceerd in 1920 door Ulmer.
De soort komt voor in het Palearctisch gebied.